# Arepera
Arepera o arepería es un lugar o establecimiento gastronómico tradicional de Venezuela y Colombia destinado a la venta de arepas como principal platillo. Las areperas representan la forma de comida rápida tradicional de Colombia y Venezuela. En también se el lenguaje coloquial colombiano se usa el término "arepera" para describir a una lesbiana.

## Características
Las areperas disponen para el consumo de los comensales que visitan el lugar una variada gama de batidos de frutas, merengadas y refrescos gaseosos para acompañar el consumo de las arepas. También disponen de otros platillos criollos, hervidos y postres.
Uno de los tipos de arepa más popular que se vende en una arepera es la «reina pepeada», la cual se sirve rellena con una ensalada de gallina y aguacate con mayonesa. También se le puede agregar queso gouda rallado en grueso, en este caso se hace llamar «sifrina», esta denominación tiene su origen en el nombre de uno de estos establecimientos ubicados en el área metropolitana de Caracas.
Muchas de las areperas en Venezuela trabajan durante las 24 horas, por lo que es común desayunar, almorzar, cenar o comer en horas de la madrugada al salir de clubes nocturnos.

## Internacionalización
Existen areperas en otros lugares del mundo. En Londres, Inglaterra, se pueden conseguir areperas administradas por inmigrantes sudamericanos, y una venta de arepas en el mercado del Camdem Lock los fines de semana. En Tenerife, islas Canarias, donde hay un curioso fenómeno de migración de venezolanos de ascendencia canaria, se pueden conseguir areperas como la Arepera Caracas, con más de 45 años funcionando.
En años recientes han abierto areperas en varias ciudades de Estados Unidos, especialmente en el sur del estado de Florida, destacando las abiertas en la ciudad del Doral, conocida como «Doralzuela» por estar formada su población en su mayoría por inmigrantes venezolanos.